# 格奥尔格·福斯特
约翰·格奥尔格·亚当·福斯特（德語：Johann Georg Adam Forster，1754年11月27日—1794年1月10日）是一名德國自然歷史學家、探險家、科學家、民族學家、旅遊作家、随笔作家、記者與革命家。

## 生平
在年少時，他跟隨父親作多次科學探索，包括1765年歷時3年的俄國考察和詹姆斯·庫克的第二次太平洋航行。這次旅程的記錄《世界環航中的觀察》為南太平洋與玻里尼西亞的地理学和民族學作出重要的貢獻，在科學家與普通讀者眼中是令人尊敬的作品。因此他以22歲的年紀加入了皇家學會和被考慮為現代科學旅行文學的創建者之一；他也是科学游记文学的奠基人之一。
返回歐洲之後，他轉向學術發展。1778年至1784年，他在卡塞爾的卡羅琳學院任教自然歷史學。後來，1784年至1787年，前往維爾紐斯大學繼續教授，直到1788年他接受美因茲大學的圖書館館長一職為止。當時他大部分的科學著作包括了民族學和植物學，但他同時為許多關於旅行和探險的書寫序及翻譯，包括了詹姆斯·庫克日誌的德文翻譯。
作為德國啟蒙時期的中心人物，他有很多追隨者，包括了他的密友－利希滕貝格。他的思想和人格強烈影響19世紀其中一名最偉大的德國科學家亞歷山大·洪堡。1790年，他與亞歷山大·洪堡旅行萊茵河下游各地，譬如荷蘭、比利時、英國、法國，最後返回美因茲。1792年11月，美因茲為法國革命軍隊佔領，他成了雅各賓黨俱樂部－「自由與平等之友協會」其中一名創會成員，在美因茲共和國（Mainzer Republik）（德國最早的共和黨州份）扮演領導角色。1793年7月，當他以美因茲共和國代表的身分於巴黎出現，普魯士與奧地利聯合重奪美因茲，並宣佈福斯特為被放逐者。自此他不能返回德國，與親友相隔異地。最終在1794年於巴黎病逝。

## 外部連結
- （英文）披特李佛斯博物館：福斯特系列
- （英文）The Forster herbarium at Göttingen[永久]
- （德文）卡塞爾的福斯特學會 （页面存档备份，存于）
- （英文）Letter recommending Georg Forster to the Royal Society
- （德文）Edition of Forster's works at the Berlin-Brandenburg Academy of the Sciences
- （英文）Drawing （页面存档备份，存于） of a Chinstrap Penguin by Georg Forster